# Marcelo Ebrard
Marcelo Luis Ebrard Casaubón (Ciudad de México, 10 de octubre de 1959) es un político e internacionalista mexicano, miembro del partido Morena. Es el secretario de Economía desde el 1 de octubre de 2024 durante el gobierno de la presidenta Claudia Sheinbaum.
Fue secretario de Relaciones Exteriores de México durante la presidencia de Andrés Manuel López Obrador entre 2018 y 2023. También, jefe de Gobierno del Distrito Federal de 2006 a 2012, el primer mandatario electo de la Ciudad de México en completar su sexenio. Fue considerado como el mejor alcalde del mundo en 2010, en una encuesta realizada por la fundación londinense City Mayors. También fue presidente de la Red Global de Ciudades Seguras (Global Network of Safer Cities) de la ONU del 3 de septiembre de 2012 al 3 de febrero de 2014.
En julio de 2013 fundó una expresión dentro del PRD a la que denominó Movimiento Progresista. En febrero de 2014 se constituyó como asociación civil Movimiento Progresista AC, con el fin de abrirse a los ciudadanos que no pertenecen al PRD.
Tras diversas indagaciones en su contra, la suspensión de una candidatura a un cargo electivo por el partido Movimiento Ciudadano y la polémica suscitada por la suspensión de operaciones de la Línea 12 del Metro de la Ciudad de México, en 2015 Ebrard se mudó a Francia.

## Biografía
Marcelo Ebrard nació en la Ciudad de México. Sus abuelos son de ascendencia francesa y se instalaron en México. Es el mayor de siete hermanos, uno de ellos falleció en noviembre de 2010. Estudió la escuela primaria y secundaria en el colegio Simón Bolívar, preparatoria en la Universidad La Salle y la licenciatura en Relaciones Internacionales en el Colegio de México de donde se graduó en 1984 con la tesis "Congreso y democracia en México". Asimismo cuenta con una especialidad en administración pública, en la ÉNA, École Nationale d'administration París, Francia.
Casado en primeras nupcias con Francesca Lacy Ramos Morgan, quien había sido su compañera como estudiante de relaciones internacionales durante su paso por el Colegio de México. Tiene tres hijos de su primer matrimonio. El 8 de julio de 2006, Ebrard contrajo nupcias por segunda ocasión con la actriz, pintora y escultora, Mariagna Prats, de la cual se divorció el 21 de enero de 2011. El 7 de octubre del mismo año, contrae nupcias ahora con la diplomática hondureña, Rosalinda Bueso.
El 20 de marzo de 2023, Ebrard publicó un libro autobiográfico titulado "El Camino de México".

## Carrera política
Comenzó su carrera política como miembro del Partido Revolucionario Institucional (PRI). En 1981, Ebrard se unió al Gobierno de Ciudad de México en la Secretaría de Planeación y Presupuesto. Después del terremoto de 1985 que devastó la Ciudad de México (con una magnitud de 8.1 en la escala de Richter) participó en el Programa de Renovación de Vivienda Popular. En 1987 participó en la elaboración y aprobación de la Ley General del Equilibrio Ecológico y la Protección del Ambiente. En 1989 fue director general del Departamento del Distrito Federal. De 1989 a 1992 fue nombrado secretario general del PRI en el Distrito Federal como tal fue responsable de ganar las elecciones de diputados, asambleístas y senadores sin perder ni uno solo de los 40 distritos electorales del Distrito Federal.
De 1992 a 1993 fue Secretario General de Gobierno del entonces Departamento del Distrito Federal siendo responsable de los asuntos políticos y de gobernanza, donde encabezó las siguientes iniciativas:
- Rezonificación de los vendedores ambulantes informales.
- Reapertura de importantes espacios culturales, como la plaza México y el Auditorio Nacional.
- Aumento de la red de metro en 17 kilómetros.
- Apertura de tres nuevos hospitales generales.
- Diseño de la estrategia de negociación pacífica y la aplicación de las mesas de diálogo entre el Gobierno Federal de México y el Ejército Zapatista de Liberación Nacional (EZLN) en Chiapas.

Posteriormente fue nombrado Subsecretario de Relaciones Exteriores de 1993 a 1994 cuando Manuel Camacho Solís era Secretario de Relaciones Exteriores.
El 13 de octubre de 1995, Marcelo Ebrard renunció al PRI y se convirtió en asesor del Consejo Nacional de Ahorradores.

### Diputado federal
En 1997, Ebrard fue elegido diputado federal externo por el Partido Verde Ecologista de México, en la 57.ª Legislatura de la Cámara de Diputados. Meses después, en 1998, renuncia a un instituto político al que nunca perteneció. A partir de entonces, se asumió como diputado independiente hasta que finalizó su periodo en el 2000.
Durante su estancia en el Congreso de la Unión, fue de los principales gestionistas en contra del Fobaproa, un fondo de financiamiento que tenía como objetivo el rescate de los bancos en quiebra, con cargo al erario público. Según él, el Fobaproa se encontraba plagado de irregularidades y casos de gran corrupción.
| Comisiones y comités a los que perteneció     | Comisiones y comités a los que perteneció | Comisiones y comités a los que perteneció         |
| Comisión o Comité                             | Puesto                                    | Periodo                                           |
| --------------------------------------------- | ----------------------------------------- | ------------------------------------------------- |
| Programación, Presupuesto y Cuenta Pública    | Secretario                                | 30 de septiembre de 1997-31 de agosto de 2000     |
| Radio, Televisión y Cinematografía            | Integrante                                | 30 de septiembre de 1997-31 de agosto de 2000     |
| Vigilancia de la Contaduría Mayor de Hacienda | Integrante                                | 29 de septiembre de 1998-31 de agosto de 2000     |
| Programación, Presupuesto y Cuenta Pública    | Integrante                                | 30 de septiembre de 1997-29 de septiembre de 1998 |

### Creación y extinción del PCD
Junto con Manuel Camacho Solís, el exjefe del Departamento del Distrito Federal, Marcelo Ebrard fundó el Partido de Centro Democrático, un partido centrista que buscaba exponer al nacionalismo y a la democracia como sus principales cartas. El partido participó en las elecciones de 2000 con Camacho como candidato a la presidencia y Ebrard como candidato al gobierno del Distrito Federal. Ebrard, que logró cierta aceptación como candidato, declina en marzo de 2000 en favor de Andrés Manuel López Obrador, candidato del PRD y de la llamada Alianza por la Ciudad de México (PRD/PT/Convergencia/PSN/PAS) a Ciudad de México, con el que -de acuerdo al mismo Ebrard- existían las mayores coincidencias.

### Gobierno de AMLO en el DF
De 2000 a 2002, formó parte del consejo de asesores del jefe de Gobierno de Ciudad de México, Andrés Manuel López Obrador.
En 2002, fue nombrado por Andrés Manuel López Obrador, como Secretario de Seguridad Pública del Distrito Federal tras la renuncia de Leonel Godoy al frente de esta dependencia. Durante este período, el crimen y la delincuencia se redujeron en un 9.2 %, alcanzando el promedio más bajo por día en una década. Puso en marcha la creación de nuevos grupos de policía, como el Programa de Protección Ciudadana y la Unidad de Protección Contra el Crimen para Tarjetahabientes. Durante su administración, contrató los servicios del exalcalde de Nueva York, Rudy Giuliani, como asesor en materia de seguridad.
El 6 de diciembre de 2004, por los sucesos de violencia en Tláhuac donde una turba linchó a tres policías federales, Ebrard fue removido del cargo por el presidente Vicente Fox. Él calificó esta destitución como una decisión política arrebatada de Vicente Fox.
En 2005 fue nombrado por López Obrador Secretario de Desarrollo Social en la ciudad, cargo en el que dio respuesta a las necesidades de sectores marginados de la sociedad, como madres solteras, discapacitados y personas de la tercera edad que, gracias a estas nuevas políticas, pudieron tener una mejor atención médica, oportunidades de educación y calidad en la vivienda. El apoyo que López Obrador otorgó a Ebrard levantó opiniones acerca de la predilección del gobernante de la ciudad por la candidatura del secretario.

### Candidato a jefe de Gobierno del Distrito Federal
En 2005, Ebrard recibió el respaldo de una parte del PRD - partido al que ya se había afiliado -para lanzarse a la candidatura al gobierno de la ciudad. Posteriormente renunció a su cargo como Secretario de Desarrollo Social y comenzó su precampaña. Los otros aspirantes a ocupar el cargo, Pablo Gómez, Jesús Ortega y Demetrio Sodi, criticaron la postulación de Ebrard porque - según ellos - no representaba los principios ideológicos del partido, posición a la que se adhirió el líder histórico Cuauhtémoc Cárdenas. Pero la realidad es que para entonces, Ebrard era gran favorito entre los simpatizantes del PRD, por lo que sus opositores en el partido -excluyendo a Sodi, que renunció al PRD- decidieron unirse y lanzar una precandidatura común. Sus detractores señalaron la intromisión de López Obrador en su precandidatura. No se podía ignorar que Ebrard era también el favorito de los votantes.
Finalmente, en diciembre de 2005, Ebrard ganó a Jesús Ortega la candidatura del PRD al gobierno de Ciudad de México y fue reconocido como candidato por todo el partido. En su campaña se dijo siempre continuador del programa de gobierno de López Obrador. En las elecciones del 2 de julio de 2006 contendió contra la priísta Beatriz Paredes Rangel, contra Demetrio Sodi, ex perredista candidato por el PAN, contra Alberto Cinta de Nueva Alianza, y contra Gustavo Jiménez Pons del Partido Alternativa Socialdemócrata y Campesina.
En su campaña enfatizó la necesidad del triunfo de López Obrador a nivel nacional para alcanzar mayores logros en la ciudad. Desde los inicios de la carrera por la jefatura de gobierno, Ebrard se mostró como claro favorito para triunfar. La guerra de spots entre el PAN y la Coalición Por el Bien de Todos en la elección presidencial también se trasladó a la elección para jefe de Gobierno del Distrito Federal, dándose una guerra de spots entre Ebrard y Demetrio Sodi.
En 2006, Marcelo Ebrard fue elegido jefe de Gobierno de Ciudad de México, con una ventaja sobre su principal contrincante de más de 1 millón de votos.
De acuerdo a los resultados oficiales que ha mostrado el Instituto Electoral del Distrito Federal, así como las encuestas de salida de empresas particulares, Marcelo Ebrard fue elegido jefe de Gobierno del Distrito Federal, con 47 % de la votación, por encima de su principal oponente, Demetrio Sodi, quien obtendría 27 %. La participación ciudadana en las votaciones fue de 68 %, de las más altas en el país. Con este triunfo, el Partido de la Revolución Democrática se mantuvo como la primera fuerza en la Ciudad de México para un tercer mandato consecutivo.

### Jefe de Gobierno de la Ciudad de México

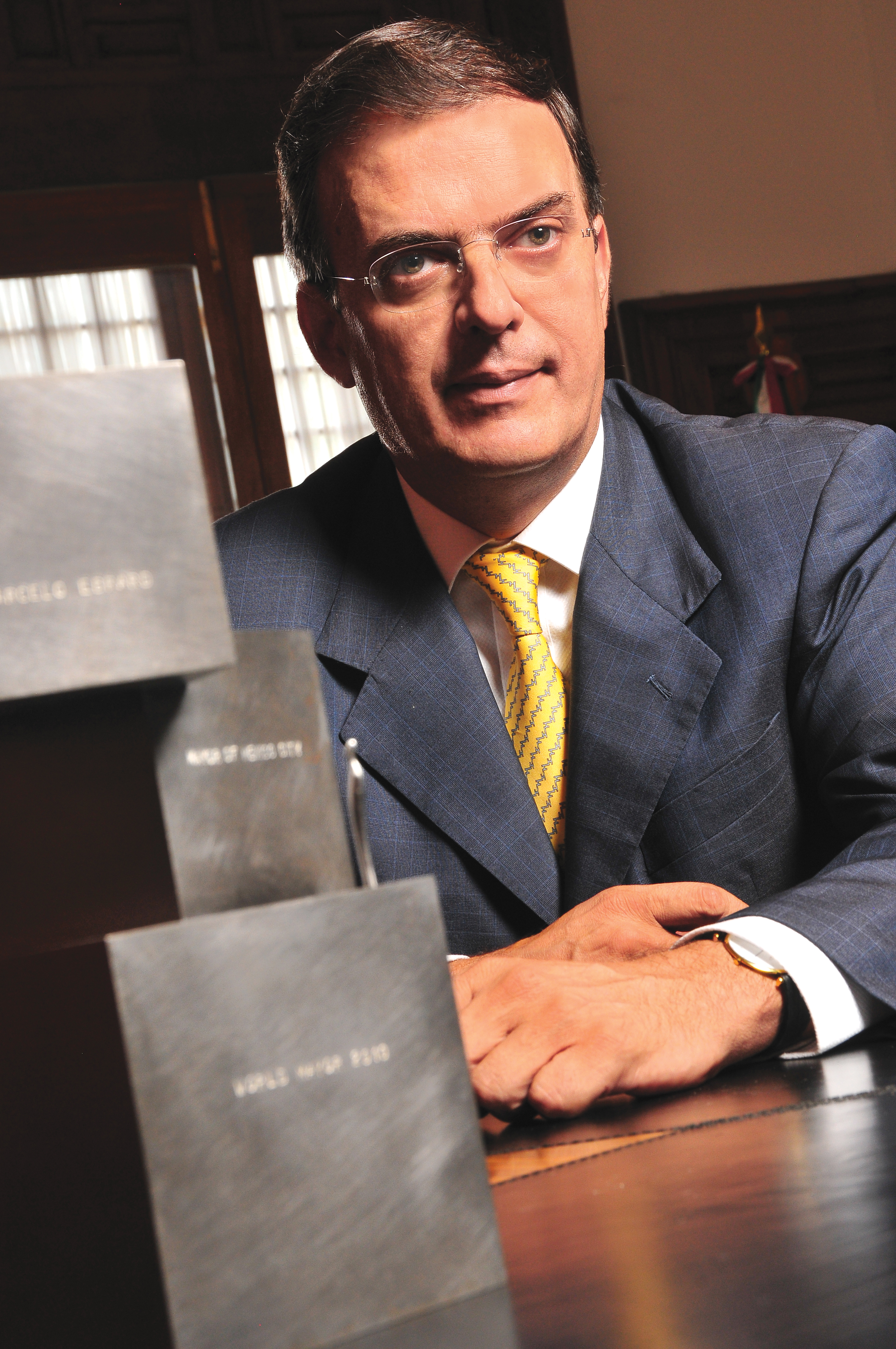
Marcelo Ebrard en 2011.

Marcelo Ebrard asumió la Jefatura de Gobierno del Distrito Federal el 5 de diciembre de 2006, ante el pleno de la Asamblea Legislativa del Distrito Federal.
Su política social tuvo carácter prioritario. Primero continuó los programas que en su momento hizo Andrés Manuel López Obrador, pero después los amplió. Una iniciativa nueva fue la del programa Prepa Sí, que es el otorgamiento de una beca para estudiantes de escasos recursos, con los que logró reducir la deserción escolar en la ciudad al 6 % y subió el promedio de calificaciones de 7.2 a 8.2.
Por otra parte amplió la pensión alimenticia para adultos mayores, para que fuera un derecho de todo habitante de Ciudad de México que haya cumplido 68 años y envió una Iniciativa a la Asamblea Legislativa del Distrito Federal, para elevarla a rango de ley.
Entre sus acciones de mayor impacto ante la opinión pública se encuentra la expropiación de predios y edificios que funcionan como centros operativos de la delincuencia, como ha sucedido con un predio en el barrio de Tepito, supuestamente un centro de narcomenudeo; una amplia zona de la delegación Iztapalapa, destacada en venta de partes robadas de automóviles, y dos predios más de venta de drogas en Santa María la Rivera. Aunque una parte del sector empresarial criticó esas acciones como atentado a la propiedad privada - acciones que recibieron el apoyo del gobierno federal- su iniciativa de la extinción de dominio, así como su introducción de cámaras de video vigilancia, junto con acciones en favor del desarrollo social, coadyuvaron a reducir en 11 % el índice delicitivo en la Ciudad de México con respecto al 2006. Asimismo creó una unidad especial de inteligencia contra el lavado de dinero.
Marcelo Ebrard hizo cambios significativos al centro histórico, regresándolo a los habitantes de Ciudad de México y a sus visitantes, al reubicar al comercio ambulante desde la mitad de 2007. Su acción fue catalogada entre la prensa como un éxito de su gobierno, ya que los comerciantes informales habían aumentado significativamente su número en los últimos años. Algunos sectores intelectuales criticaron la decisión de una de sus dependencias de demoler edificios históricos del primer cuadro de la ciudad para la reubicación de los ambulantes, aunque se contó con el aval del Instituto Nacional de Antropología e Historia. También rehabilitó el Monumento a la Revolución y la Alameda.
En el tema de salud, construyó los hospitales en Tláhuac, Iztapalapa y el Ajusco Medio en Tlalpan y promovió el desarrollo de especialidades que no existían en el sistema público de salud de Ciudad de México.
Durante su mandato, fue reconocido por sus decisiones en el combate al Cambio Climático, la construcción de una infraestructura de movilidad, mediante la transformación del transporte público con el sistema Ecobici; la ampliación del 350 % del sistema Metrobús y la construcción de la Línea 12 del Metro.
En 2009 fue nombrado Presidente del Consejo Mundial de Alcaldes por el Cambio Climático y en 2010 recibió el Premio de Mejor Alcalde del Mundo por la Fundación City Mayors.
Marcelo Ebrard encabezó la transformación de Ciudad de México, en una Ciudad de Libertades. Abrió espacios jurídicos para ampliar la representación de la ciudadanía. Aunado a este esfuerzo, recuperó el espacio público para crear comunidad, haciendo más segura a la ciudad. Su concepción de lo que debe ser una ciudad segura, fue reconocida por la Organización de las Naciones Unidas.
Marcelo Ebrard terminó su mandato como jefe de Gobierno de Ciudad de México en diciembre de 2012 y fue nombrado por ONU-Hábitat Presidente de la Red Global de Ciudades Seguras (Global Network of Safer Cities) cargo que desempeñó hasta febrero de 2014 tras renunciar para contender por la presidencia nacional del PRD.
En diciembre de 2009, en la cumbre internacional sobre el cambio climático en Copenhague, Marcelo Ebrard fue elegido Presidente del Consejo Mundial de los Alcaldes sobre el Cambio Climático (World Mayors Council on Climate Change). Como Presidente, convocó en mayo de 2010 el Mayors Adaptation Forum [al cambio climático]. El 11 de noviembre de 2010, convocó el World Mayors Summit on Climate, lanzando el carbonn Cities Climate Registry.
En diciembre de 2010, el Proyecto World Mayor reconoció a Marcelo Ebrard como el Mejor alcalde del mundo, al considerarlo como un reformador liberal y pragmatista que no ha temido desafiar a la ortodoxia de México. Ha defendido los derechos de la mujer y se ha convertido en un defensor de asuntos en materia ambiental internacionalmente reconocido.
Una de las iniciativas de su gestión fue la construcción de una nueva línea del Metro de la Ciudad de México. En diciembre de 2006, unos días después de comenzar su gobierno, anunció la posible construcción de una nueva línea de Metro para atender la demanda de transporte al sur de la Ciudad de México. El 29 de julio de 2007 se aplicó una encuesta denominada Consulta Verde, a través de la cual se preguntó a la población de Ciudad de México, su opinión sobre transporte público; manejo del agua; medio ambiente y definir el trazo de la línea 12 del Metro. La encuesta propuso dos posibles rutas: Iztapalapa-Acoxpa e Iztapalapa-Tláhuac. El 7 de agosto de 2007 se dieron a conocer los resultados de la encuesta en donde la ruta Iztapalapa-Tláhuac resultó elegida. El 8 de agosto de 2007 se presentó el proyecto de manera oficial ante la población con el nombre de Línea 12: línea dorada, la línea del Bicentenario.
La construcción de este medio de transporte comenzó el 23 de septiembre de 2008, y se completó el 30 de octubre de 2012. La línea fue inaugurada por Ebrard y por el entonces presidente Felipe Calderón en las últimas semanas de gestión de ambos.
Marcelo Ebrard fue el primer jefe de Gobierno del Distrito Federal en completar su sexenio de gobernación, comenzando el 5 de diciembre de 2006 y finalizando el 5 de diciembre de 2012.
Dejó el cargo con un índice de aprobación del 63 %.

### Elecciones presidenciales de 2012
El 30 de marzo de 2010, Marcelo Ebrard dio a conocer públicamente su intención de contender por la candidatura de su partido a la Presidencia de México en 2012; como plataforma de precampaña fundó su movimiento Vanguardia Progresista. El 11 de junio de 2011, la corriente perredista de Jesús Ortega Nueva Izquierda, también conocidos como Los Chuchos, lo nombraron precandidato de su partido a la Presidencia de México. En contraparte la corriente Izquierda Democrática Nacional, dirigida por Dolores Padierna Luna, se pronunció en favor de Andrés Manuel López Obrador.
El 15 de noviembre de 2011, se dio a conocer que el método para seleccionar un candidato a la Presidencia en 2012, sería una serie de encuestas, que dieron como ganador a Andrés Manuel López Obrador, por lo que Ebrard rechazó competir para la candidatura de 2012. Andrés Manuel López Obrador lo incluyó en su propuesta de gabinete para ocupar el puesto de Secretario de Gobernación en caso de ganar las elecciones presidenciales de ese mismo año en donde fue elegido Enrique Peña Nieto como Presidente de México para el período 2012-2018.

### Elecciones federales de 2015
Tras la renuncia al Partido de la Revolución Democrática, es postulado como candidato de representación proporcional por el Partido Movimiento Ciudadano para las elecciones federales de 2015, siendo que, a principios de mayo de ese mismo año, el Tribunal Electoral del Poder Judicial de la Federación, revocó su candidatura.

### Secretario de Relaciones Exteriores
Ebrard fue parte del equipo de campaña de López Obrador de 2018, responsable de la interacción en los estados del noroeste de México. Después de que López Obrador ganó en las elecciones federales de 2018, Ebrard fue anunciado como secretario de Relaciones Exteriores, en reemplazo de Héctor Vasconcelos, quien en cambio se convertiría en senador.
El 17 de junio de 2021 Ebrard anunció la participación de México en la Expo 2020 de Dubái, y el 29 de marzo de 2022 visitó el pabellón de México en el marco de una gira de trabajo por la región del Medio Oriente.
El 12 de junio de 2023, renunció a la secretaría para competir por la candidatura presidencial por el partido Morena, fue sustituido por Alicia Bárcena Ibarra.
En febrero de 2024, fue designado dentro de la lista de candidatos a senador plurinominal para las elecciones de 2024.

## Controversias

### Destitución por linchamientos en Tláhuac
El 7 de diciembre de 2004 fue destituido de su cargo como secretario de Seguridad Pública del Distrito Federal por Vicente Fox, luego del linchamiento de policías federales en San Juan Ixtayopan, Tláhuac, al suroriente de Ciudad de México. La legislación vigente permitía al presidente de México realizar dicha acción, notificada a Vicente Fox Quesada. La acción fue calificada por Ebrard como "parcial y arbitraria".

### Distancia hacia Felipe Calderón
Marcelo Ebrard es el único gobernante de una entidad federativa mexicana que no reconoció como legítimo al gobierno del presidente Felipe Calderón Hinojosa, tras las controvertidas elecciones del 2 de julio de 2006, por lo que rechazaba cualquier encuentro personal con el presidente, pero nunca negándose al contacto institucional entre ambos gobiernos.
A principios de 2009, se dio el primer acercamiento, entre Calderón y Ebrard, durante las reuniones del Consejo de Seguridad por el brote de influenza. Y fue hasta, el 1 de septiembre del mismo año, que se dio el encuentro público más ostentoso, cuando Ebrard acudió al tercer informe de gobierno de Calderón. Sin embargo, no hubo un encuentro físico frente al público.
Fue hasta 2012, cuando Ebrard Casaubón y Calderón Hinojosa hicieron a un lado sus diferencias, cuando el primero invitó al segundo a la inauguración de la Línea 12 del Metro, llevada a cabo el 30 de octubre de mismo año; Calderón asistió a dicho evento y junto con Marcelo Ebrard, dieron inicio a las actividades de dicho transporte público.

### Señal de radio y televisión
El 9 de enero de 2007, hizo pública la petición para que le fuera otorgado un canal de televisión a Ciudad de México; además de que se le restituyera la señal radiofónica en frecuencia modulada, que desde 1967 tienen, pero que desde 1983 es administrada por el Instituto Mexicano de la Radio, el 105.7 FM. Y aunque el Distrito Federal es la única entidad que no cuenta con una señal propia, los legisladores del PAN y del PRI manifestaron su rechazo, ante el supuesto de que el gobierno capitalino pudiese utilizar la señal con fines de promoción política. Por su parte, la Comisión Federal de Telecomunicaciones informó que es difícil otorgar un permiso para que el Gobierno del Distrito Federal opere un canal de televisión y una radiodifusora.

### Postura hacia el aborto
En marzo y abril de 2007, se vio envuelto en críticas provenientes de la Iglesia y algunos sectores católicos por su respaldo a la decisión de la Asamblea Legislativa del Distrito Federal de despenalizar el aborto hasta las doce semanas de embarazo, y a su negativa de anular, como lo demandaban algunos grupos cristianos, la ley que retira el castigo a las mujeres que aborten en el Distrito Federal. Hugo Valdemar, portavoz de la arquidiócesis de México, lanzó duras críticas al jefe de Gobierno, al que acusó de "dictadorzuelo", y desató el rumor de que a Ebrard se le seguía un proceso de excomunión, pero posteriormente el Cardenal Norberto Rivera Carrera, Arzobispo Primado de México, lo rechazó. A esto Ebrard comentó "La advertencia de excomunión no me quita el sueño", rechazando la intromisión de líderes religiosos en el Estado laico.
A mediados de 2007, la Procuraduría General de la República y la Comisión Nacional de los Derechos Humanos, promovieron una controversia constitucional contra la reforma que legalizó el aborto en la Ciudad de México. El 28 de agosto de 2008, la Suprema Corte de Justicia de la Nación declaró la constitucionalidad de la ley que despenalizó la interrupción del embarazo durante las primeras 12 semanas de gestación.

### New’s Divine
El asunto se refiere a la Tragedia de la discoteca New's Divine donde el 20 de junio de 2008 fallecieron 12 personas –9 jóvenes y 3 policías– en medio de un fallido operativo policiaco comandado por la Secretaría de Seguridad Pública del Distrito Federal. Ante los hechos, el Partido Acción Nacional le solicitó evaluar el desempeño de su secretario de Seguridad Pública, Joel Ortega Cuevas y, con base en esta, solicitarle al presidente Felipe Calderón Hinojosa removerlo del cargo. El 8 de julio de 2008, Joel Ortega y el procurador general de Justicia, Rodolfo Félix Cárdenas, renunciaron a sus cargos.

### Línea 12 del Metro de Ciudad de México
En 2013, se hicieron públicas diversas irregularidades en la construcción y puesta en marcha de la línea 12 del metro. Entre lo señalado estuvo una probable adjudicación directa de compra de vagones a la empresa CAF, la construcción indebida con curvas fuera de norma que provocó graves fallas en el tramo elevado de la línea, incrementando las posibilidades de descarrilamiento de los trenes. Entre 2013 y 2014 se tomaron diversas medidas de urgencia para tratar de paliar la situación, derivando en un cierre parcial de la línea el 11 de marzo de 2014.
El 18 de marzo de 2014 la Asamblea Legislativa del Distrito Federal creó una comisión para determinar las causas que originaron las fallas. Esta comisión quedó integrada por 15 diputados de todas las fracciones políticas y fue presidida por el diputado Jorge Gaviño Ambriz del partido Nueva Alianza.
En la Cámara de Diputados mexicana se conformó una Comisión Especial sobre la Línea 12 del Metro, con el fin de realizar sus propias investigaciones. La presentación del informe, realizada el 1 de febrero de 2015, se caracterizó por la polémica. En tanto Ebrard acusó a los diputados del PRI de no dejarlo hablar, algunos de estos legisladores y del PAN recriminaron a Ebrard su actitud presuntamente violenta y que llegó al recinto legislativo "sin aviso".
El 1 de junio de 2015 el entonces candidato del PRD a diputado federal por el distrito 27 en Tláhuac, Crescencio Morales Ávila, denunció penalmente a Ebrard por distintos aspectos relacionados con la línea 12, entre ellos, presuntas afectaciones a terrenos ejidatarios y un supuesto incremento indebido del costo original de la línea de 15 mil a 25 mil millones de pesos. La denuncia fue respaldada por 65 mil firmas.
Marcelo Ebrard negó las acusaciones y atribuyó las fallas de la línea a la empresa CAF y dijo que las acciones en su contra por la línea 12 tenían "una intencionalidad política".
El nombre de Ebrard fue retirado, finalmente, del segundo y último informe de la Comisión Especial de Seguimiento al Ejercicio de los Recursos Federales que se Destinen o se hayan destinado a la Línea 12 del Metro de la Cámara de Diputados.

## Distinciones y reconocimientos
- Reconocimiento como ciudadano honorario de la ciudad de Seúl, por su contribución al fortalecimiento de la relación entre Corea del Sur y México.[58]
- EarthX Latin America Award, otorgado por la organización EarthX en el marco del día de la tierra, por su larga trayectoria a favor del medioambiente y contra el cambio climático.[59]
- Reconocimiento como “Persona del año” en 2022, otorgado por la organización Arms Control Association, por su contribución al combate al tráfico ilícito de armas y por acciones que contribuyen a la seguridad de los mexicanos.[60]
- Reconocimiento como “Mejor alcalde del mundo” en 2010, otorgado por la Fundación City Mayors.[61]
- Legión de Honor “Mariscal Andrés de Santa Cruz y Calahumana” en el Grado de Gran Cruz, otorgado por el Estado Plurinacional de Bolivia, por sus acciones que contribuyeron a preservar la democracia en el país.[62]
- Reconocimiento Internacional Norman E. Borlaug, otorgado por Centro Internacional de Mejoramiento al Maíz y Trigo, por su gestión diplomática a favor de la seguridad alimentaria en el mundo.[63]
- Orden de Orange-Nassau del Reino de los Países Bajos, por “su excelente trabajo como alcalde de la Ciudad de México”.[64]
- Doctorado honoris causa otorgado por el Instituto Nacional de Administración Pública por “ser un actor relevante en la toma de decisiones de nuestro país cuya contribución y labor ha fortalecido nuestras instituciones”.[65]
- Premio Humanitario Joe Kiani otorgado por la Patient Safety Movement Foundation por su gestión para “salvar miles de vidas” durante la pandemia de covid-19.[66]
- Orden de Francisco Morazán en grado Gran Cruz Placa de Plata de la República de Honduras, en reconocimiento a su gestión diplomática y su servicio al país.[67]